# 텐 뮤직 그룹
텐 뮤직 그룹(TEN Music Group)은 스웨덴 스톡홀름의 기반을 둔 스웨덴의 음반회사이다. 스웨덴의 가수출신이자 그래미상 수상자인 올라 호칸손(Ola Håkansson)에 의해 2003년에 설립되었다. 미국의 워너 뮤직 그룹의 자회사 이기도 하다. 로스엔젤레스, 뉴욕에 지사를 두고 있다.

## 소속 가수
- 아이코나 팝
- 자라 라르손
- 엘리팬트
- Erik Hassle
- Niki & The Dove